# 萨塞蒂小堂

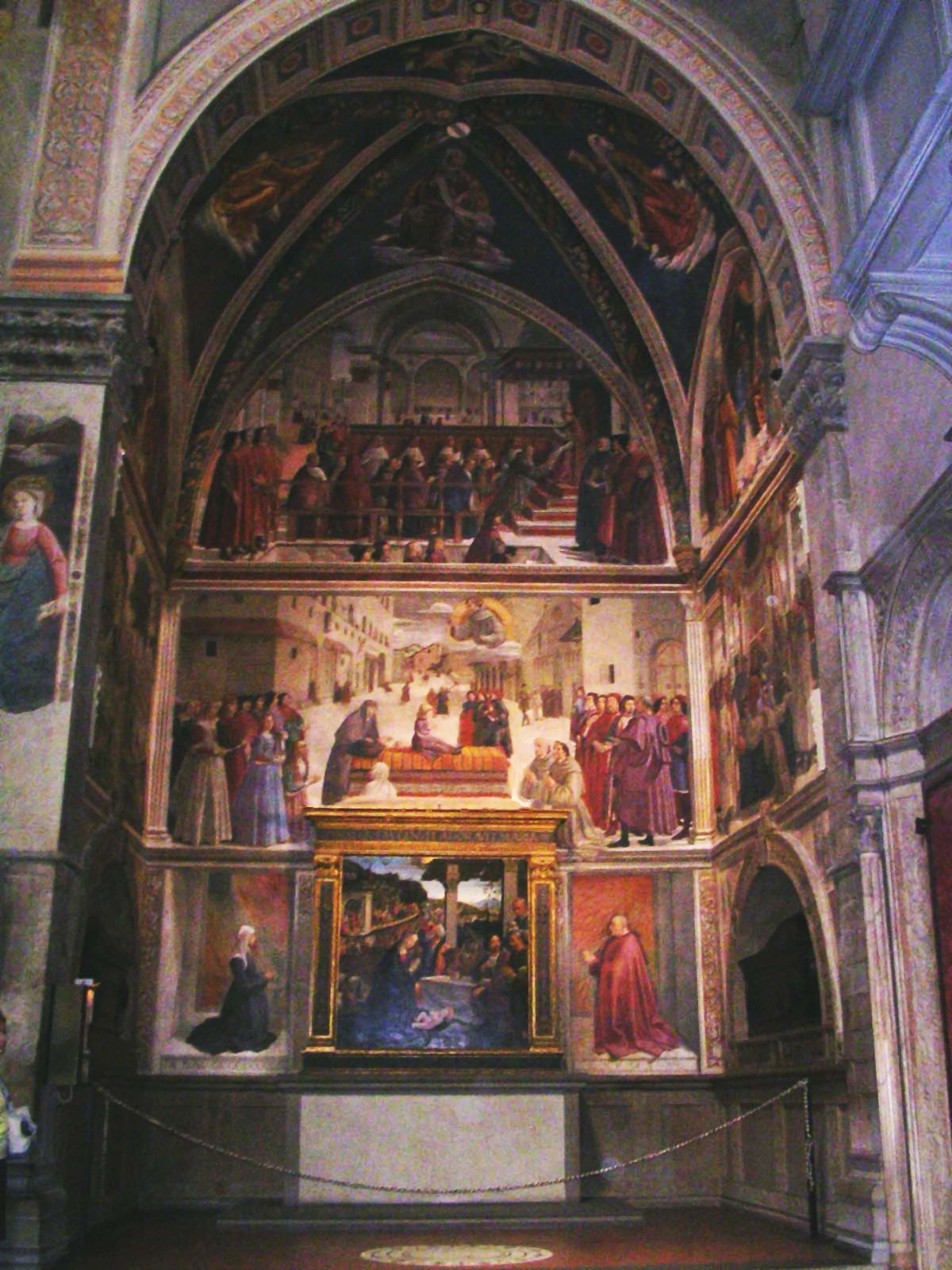
萨塞蒂小堂

萨塞蒂小堂（意大利语：Cappella Sassetti）是意大利佛罗伦萨天主圣三圣殿内的一个小圣堂，以多梅尼科·基尔兰达约的杰作，六幅壁画《圣方济各的生平》著称。

## 历史

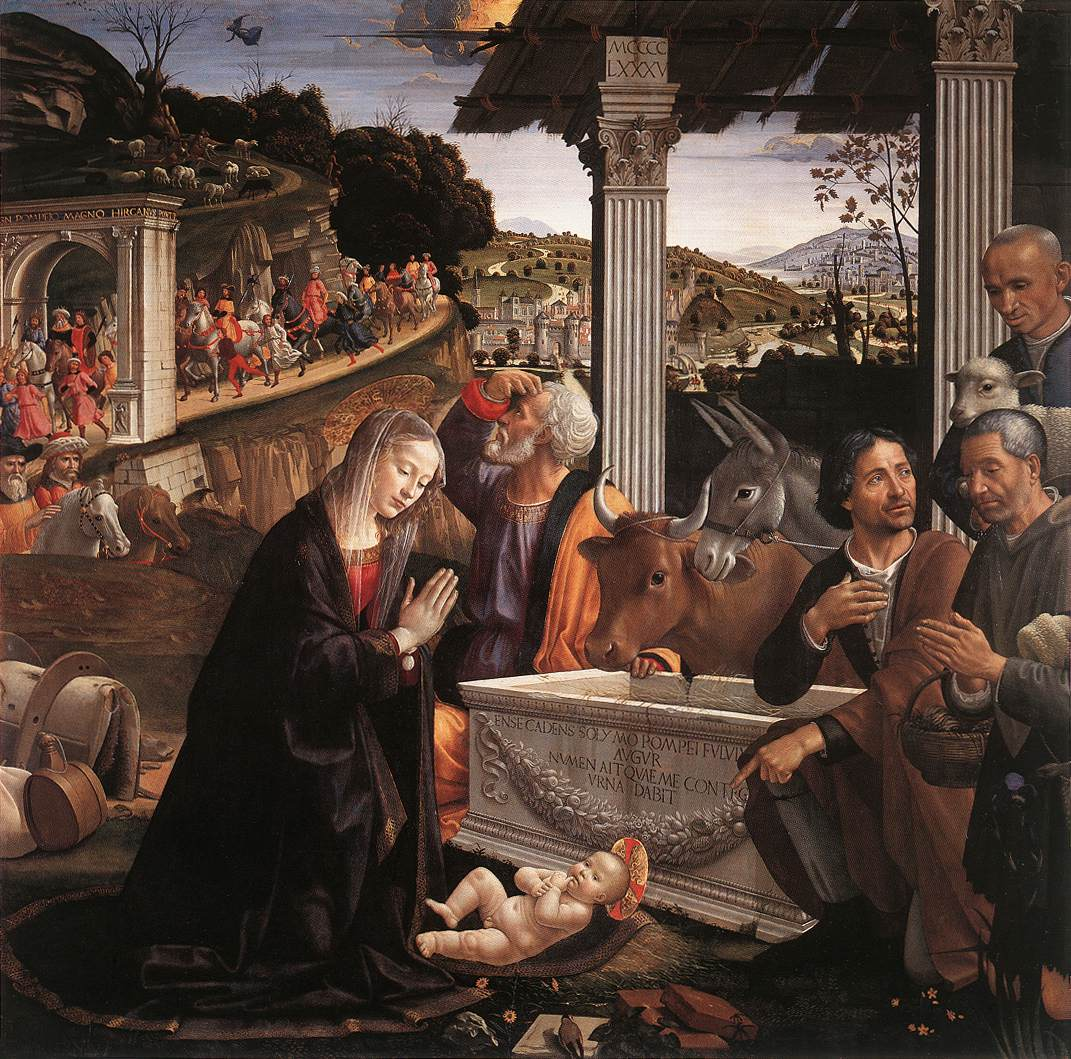
牧人来拜

弗朗切斯科·萨塞蒂（1421年至1490年）是一个富有的银行家，美第奇的随从，管理美第奇银行。 1478年，他获得天主圣三圣殿的圣方济各小堂。此前他曾建议在新圣母大殿添加圣方济各像，但是被多明我会拒绝。他的家族在那里曾有一个小堂（后来也由基尔兰达约创作壁画，现在称为Tornabuoni小堂）。

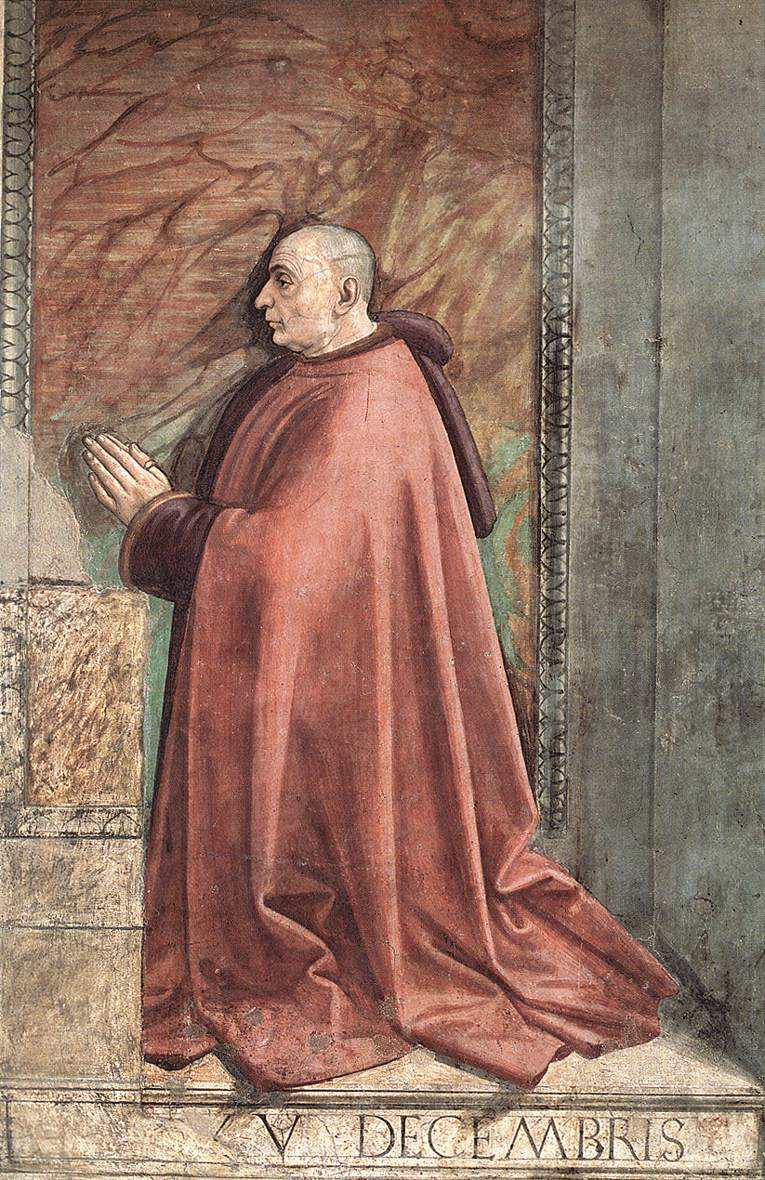
捐助人萨塞蒂像

萨塞蒂委托当地最有名的艺术家多梅尼科·基尔兰达约来创作壁画。签署合同的日期在萨塞蒂夫妇的画像旁（1480年12月25日）。

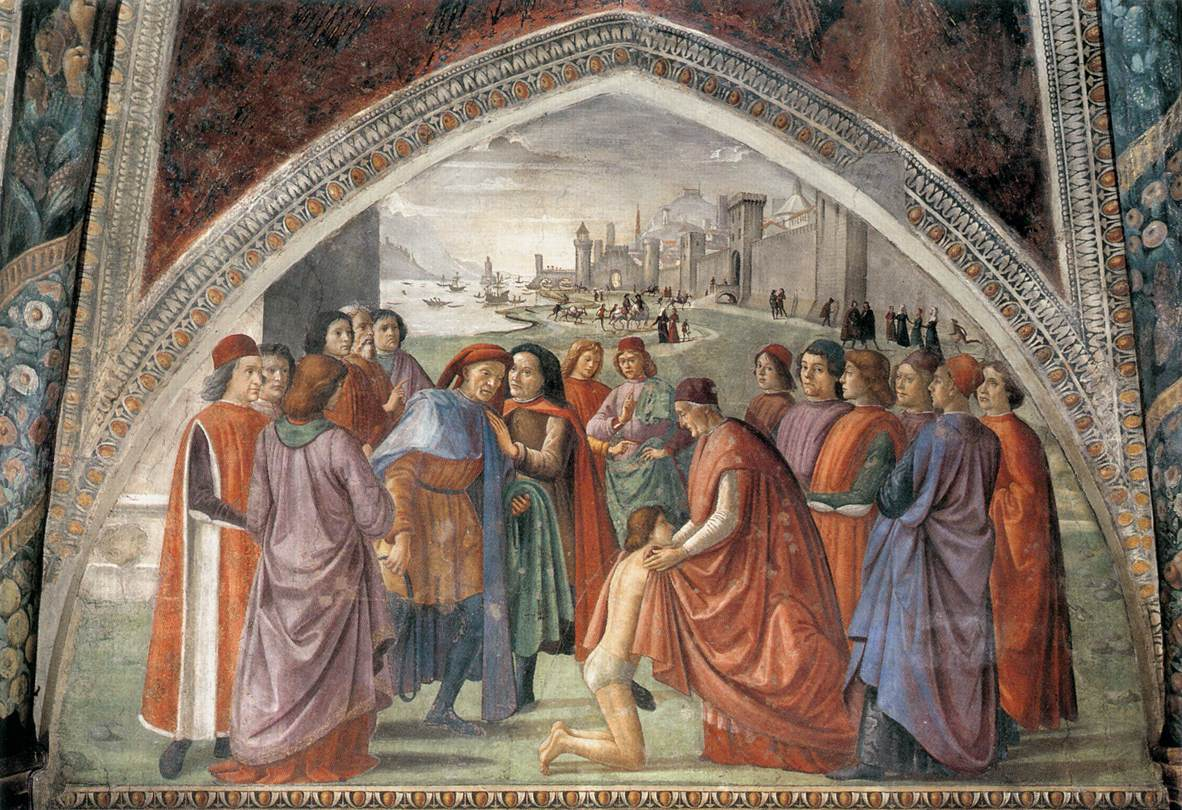
放弃世俗
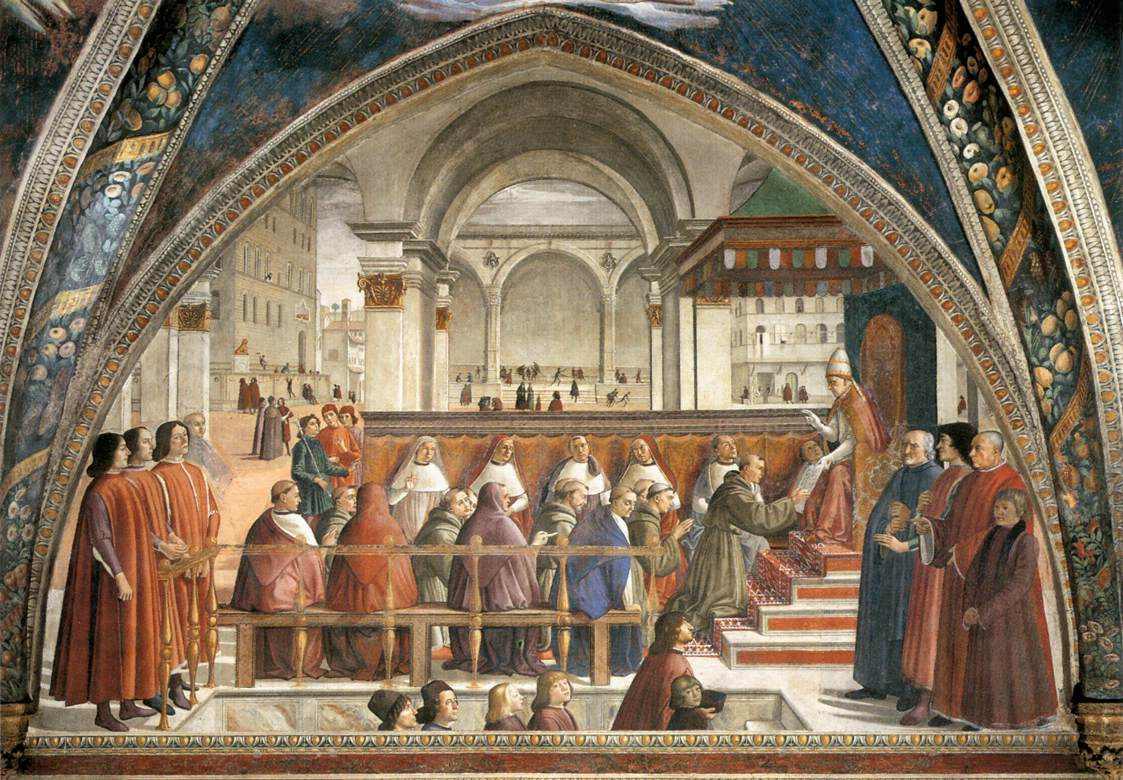
制定會規
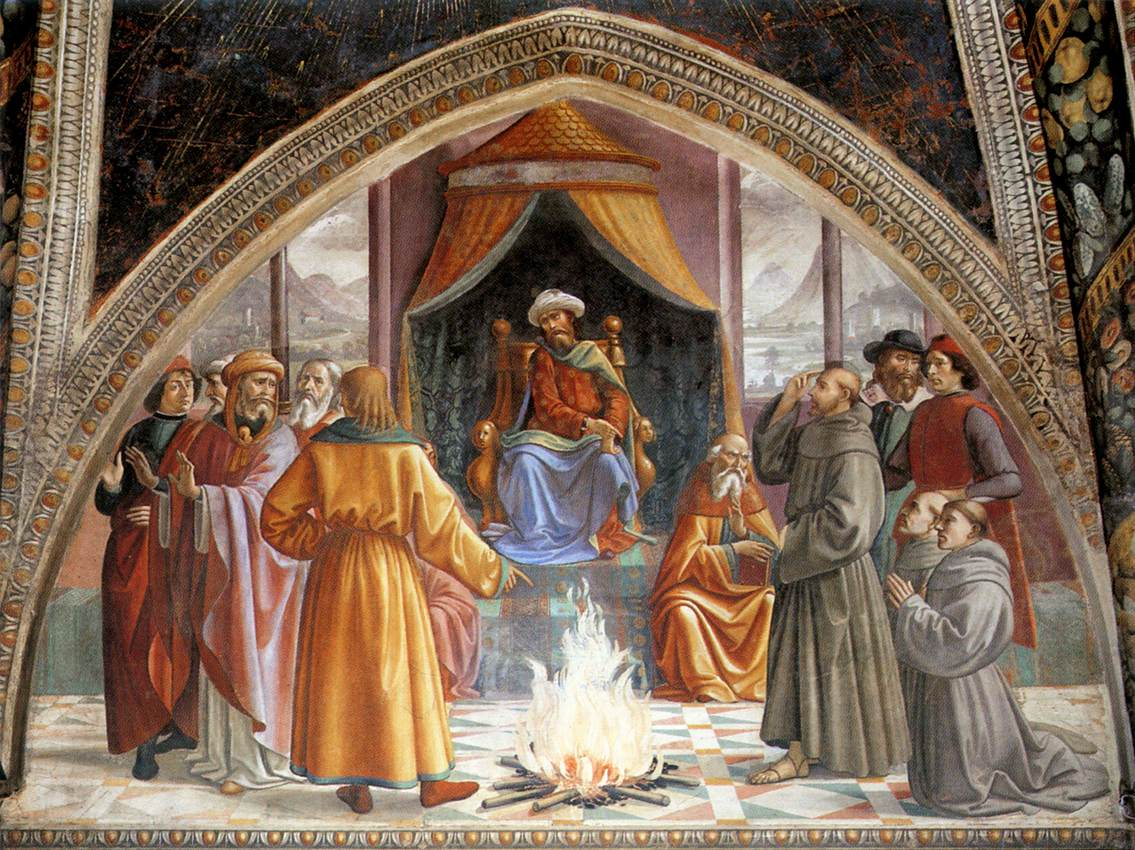
火的考验
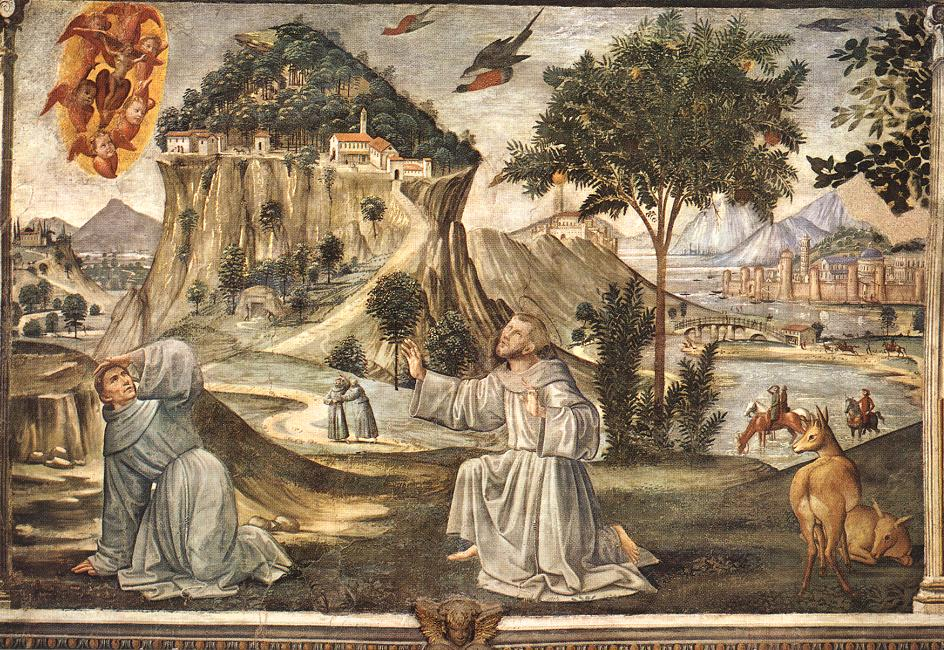
圣痕的奇迹
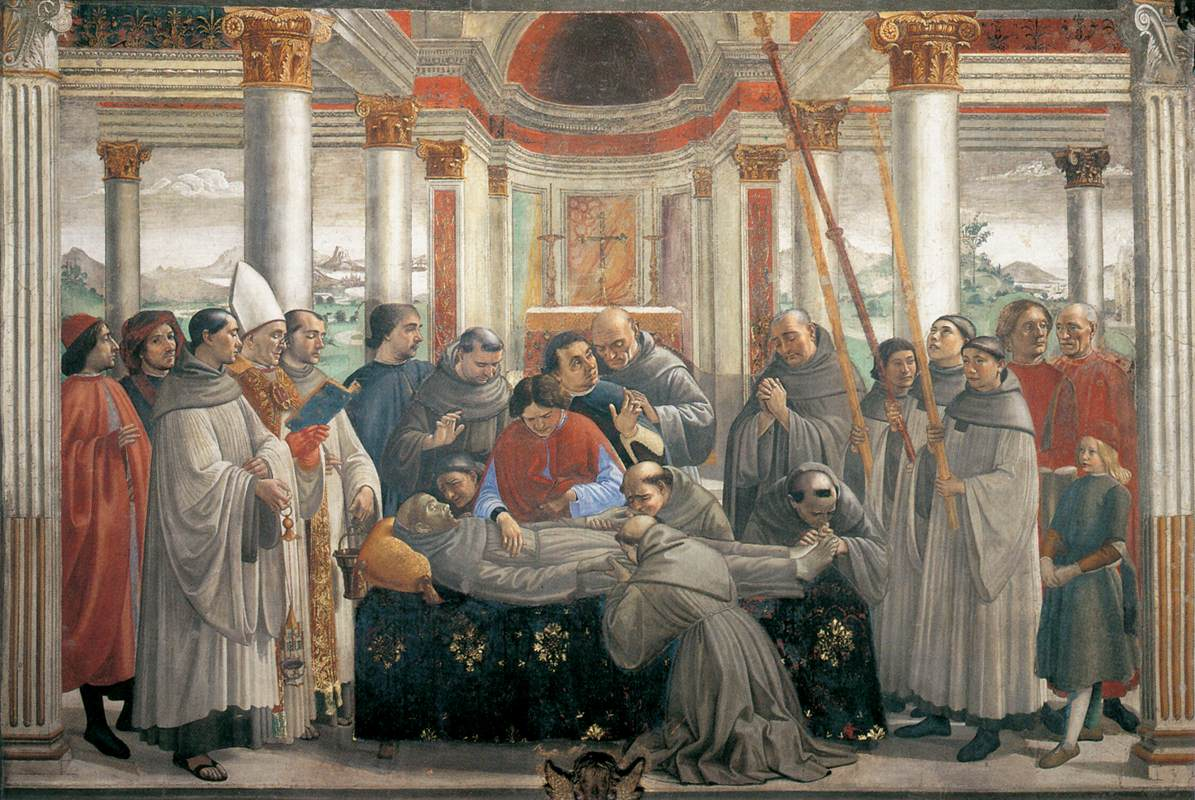
圣方济各之死
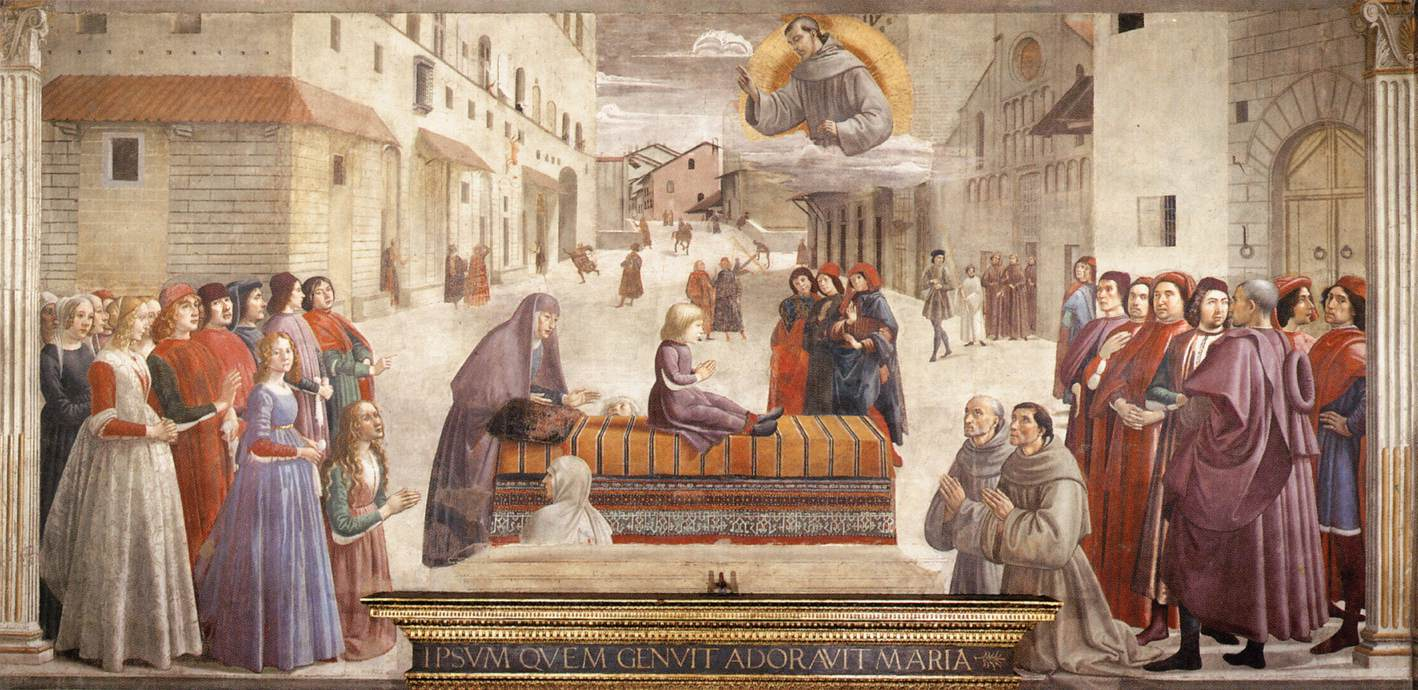
男孩复活